# デイヴィッド・イーストン

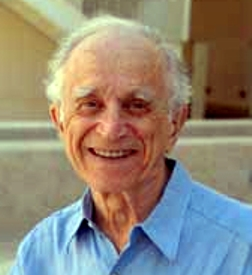
デイヴィッド・イーストン

デイヴィッド・イーストン（David Easton, 1917年6月24日 - 2014年7月19日）は、アメリカ合衆国の政治学者。シカゴ大学名誉教授。
カナダ・トロント生まれ。トロント大学卒業後、ハーヴァード大学から博士号を取得。1947年から1982年までシカゴ大学で教え、退官後は、カリフォルニア大学アーヴァイン校の特任教授を務めた。
システム論に代表される行動科学の手法を導入し、政治の科学化に貢献。政治体系（政治システム）論は高く評価された。しかし、1969年以降は一転して脱行動論を唱え、行動科学的な政治分析を批判した。

## 政治とは何か
彼はその著書『政治体系（政治システム）』において、政治とは「社会に対する価値の権威的配分(the authoritative allocation of values for a society )」であるとした。この定義は広く用いられており、政治の機能の基本的な考え方とされている。なお、allocation は「配分」、distribution は「分配」と訳されることが多い。
政治システム論において、彼は「インプット（要求と支持）」と「アウトプット（決定と政策）」及び「環境」の複合概念により均衡型の政治システム論を提唱し、現代政治学に大きな影響を与えた。

## 著書

### 単著
- The Political System: An Inquiry into the State of Political Science, (Knopf, 1953).

山川雄巳訳『政治体系――政治学の状態への探求』（ぺりかん社, 1976年）
- An Approach to the Analysis of Political Systems, (Ardent Media, 1957).
- A Framework for Political Analysis, (Prentice-Hall, 1965).

岡村忠夫訳『政治分析の基礎』（みすず書房, 1968年）
- A Systems Analysis of Political Life, (John Wiley, 1965).

片岡寛光監訳、薄井秀二・依田博訳『政治生活の体系分析』上・下（早稲田大学出版部, 1980年）
- The Analysis of Political Structure, (Routledge, 1990).

山川雄巳監訳『政治構造の分析』（ミネルヴァ書房, 1998年）

### 共著
- Children in the Political System: Origins of Political Legitimacy, with Jack Dennis, (McGraw-Hill, 1969).

### 編著
- Varieties of Political Theory, (Prentice-Hall, 1966).

大森弥・青木栄一・大嶽秀夫訳『現代政治理論の構想』（勁草書房, 1971年）

### 共編著
- Divided Knowledge: Across Disciplines, Across Cultures, co-edited with Corinne S. Schelling, (Sage, 1991).
- The Development of Political Science: A Comparative Survey, co-edited with John G. Gunnell and Luigi Graziano, (Routledge, 1991).
- Regime and Discipline: Democracy and the Development of Political Science, co-edited with John G. Gunnell and Michael B. Stein, (University of Michigan Press, 1995).